# Francesc Xavier Altés i Aguiló
Francesc Xavier Altés i Aguiló (Barcelona, 9 de abril de 1948 - Monasterio de Montserrat, 19 de julio de 2014) fue un monje del Monasterio de Montserrat, experto en liturgia, bibliografía e historia. Nacido en la familia de los impresores Altés de Barcelona, inició su vocación religiosa el monasterio cisterciense de Santa Maria de Solius el 1968, hizo la profesión simple en febrero de 1970 y la solemne el 25 de abril de 1976. Posteriormente se licencia en teología en 1977, especializándose en liturgia. 
En agosto de 1979 ingresó en el monasterio benedictino de Montserrat, en el que fue ordenado sacerdote en 1987. Desde 1980 hasta 1984 fue el responsable del taller de encuadernación y desde 1986 al 1988, director de la biblioteca del Monasterio. Desde 1982 también fue conservador de la Sección de Libros  del siglo XVI y desde 1983 miembro de la Societat Catalana d'Estudis Litúrgics.
Publicó numerosos artículos y libros sobre historia de Montserrat, bibliografía e historia de los manuscritos y de la imprenta y sobre liturgia, fundamentalmente desde un punto de vista histórico. Tanto por el bagaje familiar como por sus estudios en el École des Chartes (París), era un experto en historia del libro, y fue miembro de la Comisión para la Revisión de los Libros Litúrgicos Hispanoárabes, y miembro de la Societat Verdaguer. Entre sus libros se encuentra el estudio de la edición facsímil del Llibre Vermell de Montserrat, Història de Montserrat (888-1258), L'església nova de Montserrat, El diplomatari del monestir de Santa Cecília de Montserrat, Annals de Montserrat, 1258-1485 o La imatge de la Mare de Déu de Montserrat.
Falleció de cáncer tras publicar el libro sobre el papel de la arquitectura modernista en la historia de Montserrat: Antoni Gaudí i Montserrat. El primer misteri de Glòria del Rosari Monumental (Pamsa, 2013), junto con Anton Baraut Guila y el también monje Josep Galobart i Soler.